# Lloyd-palota (Miskolc)
Az Anglo-Danubian Lloyd-palota, a helyiek által csak Lloyd-palotaként említett épület Miskolcon, a Széchenyi utca és a Munkácsy utca északkeleti sarkán áll (Munkácsy u. 1.). 1897-ben épült, építtetője Fischer Dávid kereskedő volt.

## Története
A 19. században a Munkácsy utcának még nem volt neve, egyszerűen csak „köz”-ként emlegették. A főutcától a Szinván működő, Takács János által üzemeltetett malomhoz vezetett, majd még tovább, egészen a mai Vörösmarty utcáig. Az 1878-as árvíz után Miskolc valamennyi, összesen hat vízimalmával együtt ezt is megszüntették (37 000 forintért sajátították ki). 1878 és 1897 között a „köz” és a Főutca sarkán egy tekintélyes méretű, a köz keleti oldalán 32 méter hosszú, a Széchenyi utcán 6 méter széles homlokzattal rendelkező földszintes ház állt, amelynek a tulajdonosa Nagy Áron volt. Keleti szomszédja a Berzi-féle ház volt (a Singer-palota később épült fel). Nagy Áron bérházában öt külön bejáratú, egy szoba-konyha-kamrás lakás volt, míg a déli, Szinvára néző telekhatáron egy 12×5 méter alapterületű gazdasági épület, „szín” állt. A Nagy Áron-féle házat 1897-ben bontották le, és a helyén Fischer Dávid kereskedő építtette meg a mai kétemeletes sarokházat. Tervezője, építőmestere nem ismert. Az épület a nevét a sarkon működő „Anglo Danubian Lloyd Általános Biztosító Rt. Vezérügynökségé”-ről kapta. Később ugyanitt volt a „Phönix Biztosító Társaság" irodája. Az 1910–20-as években a biztosítón kívül számos üzlet volt itt: fényképész műterem, játékbolt, fazekas műhely és ügyvédi irodák. 

## Leírása
A mai kétemeletes sarokház Munkácsy utcai része a terjedelmesebb és fontosabb, a főutcai szakasz méretében jelentősen elmarad tőle. Stílusára az eklektika jellemző, némi szecessziós beütéssel. Eklektika abban az értelemben is, hogy a különböző stílusok némiképp ötletszerűen jelennek meg az épületen. Homlokzatán elhelyezkednek a Miskolcon gyakori klinkertéglás mezők, a reneszánszra emlékeztető szemöldökpárkányok és a minőségi kovácsoltvas elemek. A Munkácsy utcai homlokzat jellemző eleme a két, falsíkból kiugró, lekerekített sarkú zárt erkély, hármas osztású nyílászárókkal (az egyik legömbölyített alsó része megsemmisült). Az ablakok keretelése eltérő az első és a második emeleten, a Széchenyi utca első emeletén reneszánsz jellegű íves, gazdag vakolatdíszes keretelésű, a másodikon egyenes záródásúak. Az első emelet könyöklőpárkánya alatt félbaluszteres kötényű elemek vannak, a második emeleten két szélen és középen szecessziósnak ható pajzsos ornamentikák, illetve mezők helyezkednek el. Mindkét szintet kváderes, vakolt falsáv veszi közre. A sarokerkély előtt hatszegletű, míves kovácsoltvas korlát áll, az egymás fölötti nyílászárók ismét különböző kialakításúak. A kicsiny konzolokra támaszkodó koronázópárkány fölött kis torony helyezkedik el. A Singer-palotával közbezárt kis udvara függőfolyosós kialakítású. A 2010-es években a sarokerkély alatt a Gála divatáruüzlet bejárata nyílik, a Munkácsy utcai oldalon pedig női fodrászat-kozmetika és használtruha-kereskedés működik. Az épületet az 1980-as évek végén, a Tulipán-tömb rehabilitációja keretén belül felújították.

## Képek

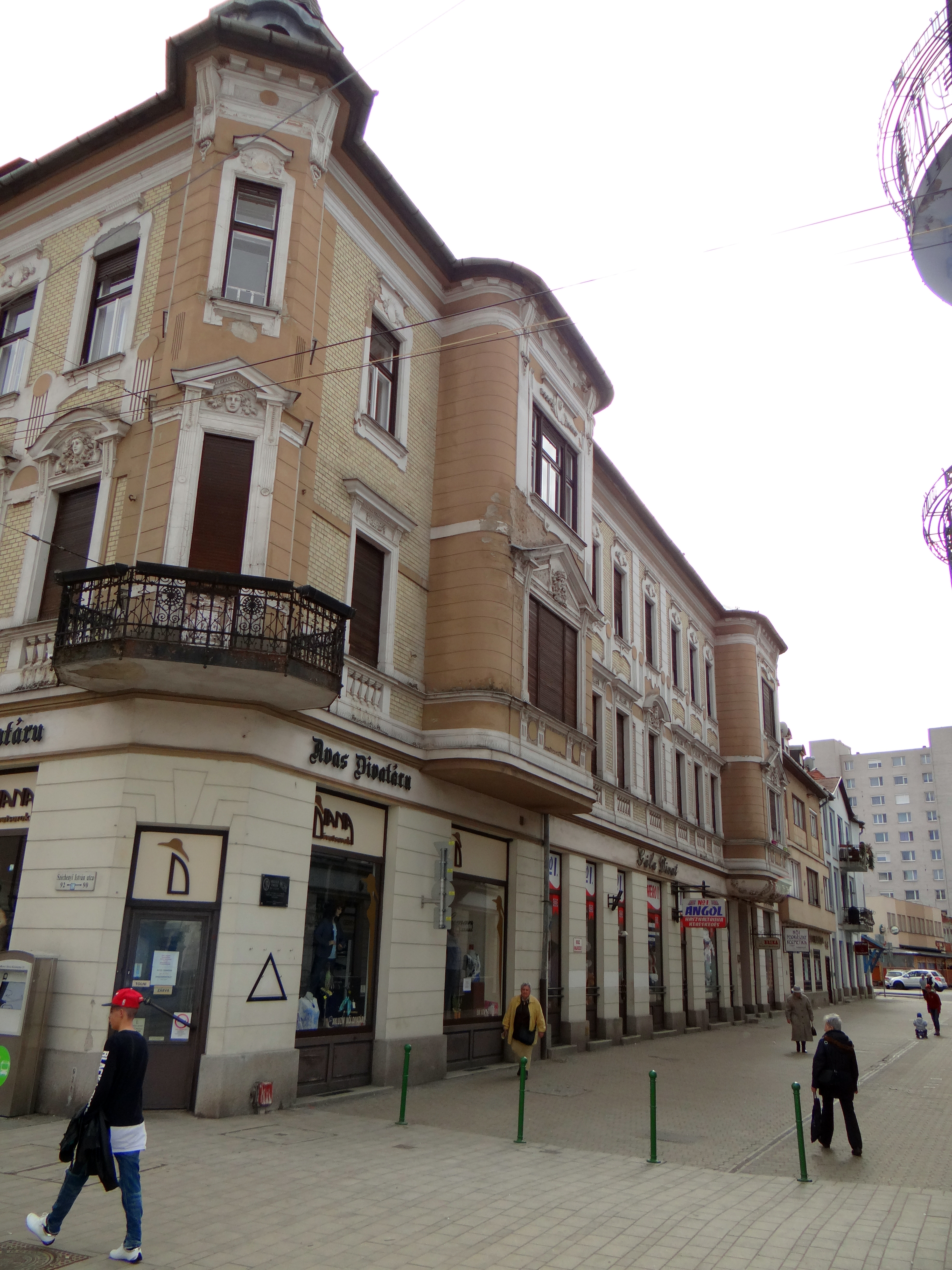
A nyugati, Munkácsy utcai oldal
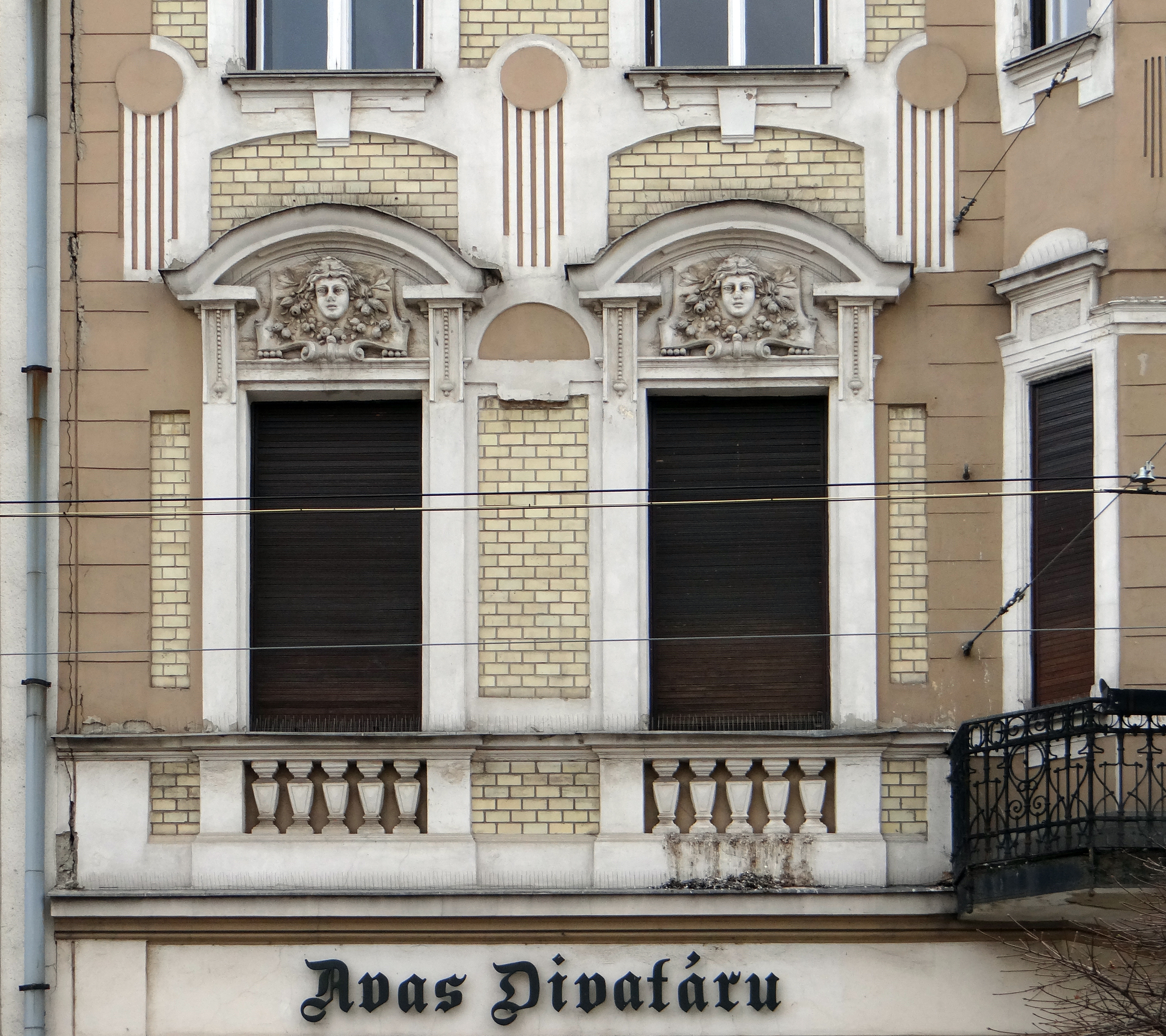
A Széchenyi utcai homlokzat részlete
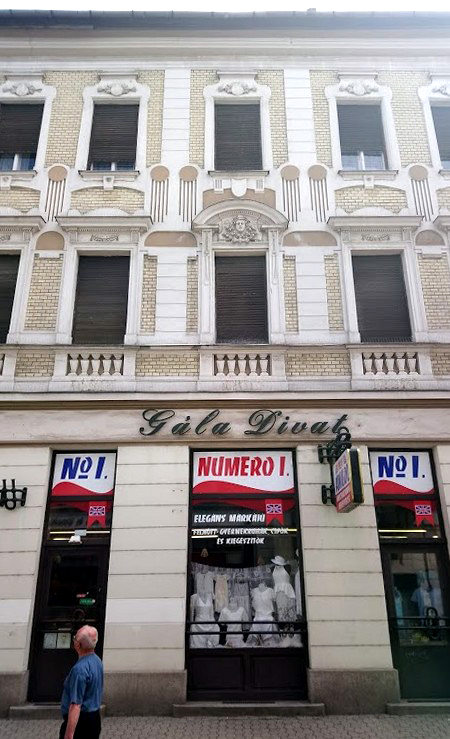
A nyugati homlokzat részlete
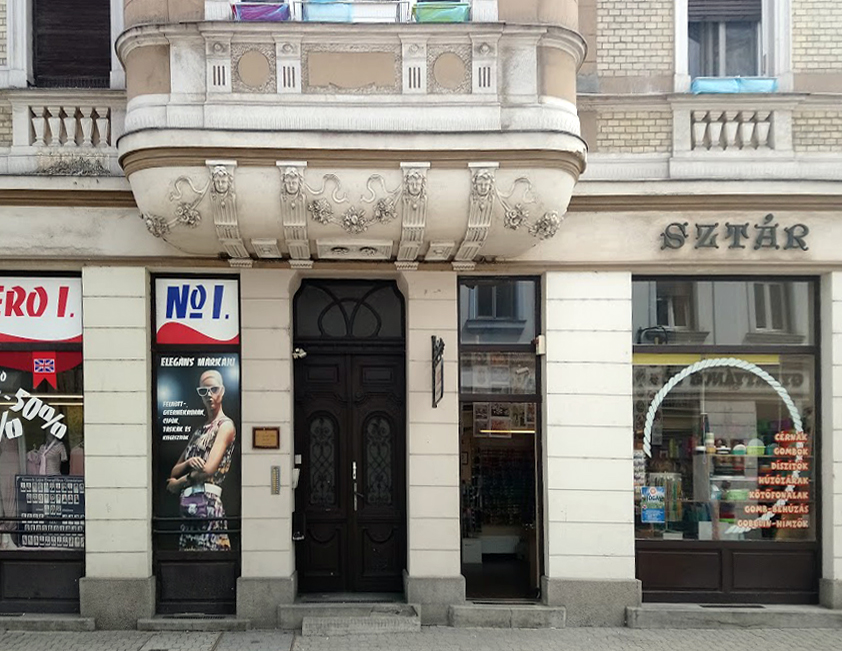
Az egyik nyugati zárt erkély és a ház bejárata